# Kommunhuset i Jörn
Kommunhuset i Jörn är en byggnad i Jörn, Skellefteå kommun. Byggnaden användes som kommunalhus då Jörn var en egen landskommun, Jörns landskommun. Byggnaden uppfördes 1939. På en del av  första våningen drevs en förskola under mitten på 1970-talet. Sedan 1979 används byggnaden av Demografiska databasen. Källarplanet används som arkiv och fungerade tidigare som replokal åt The Wannadies.

## Galleri

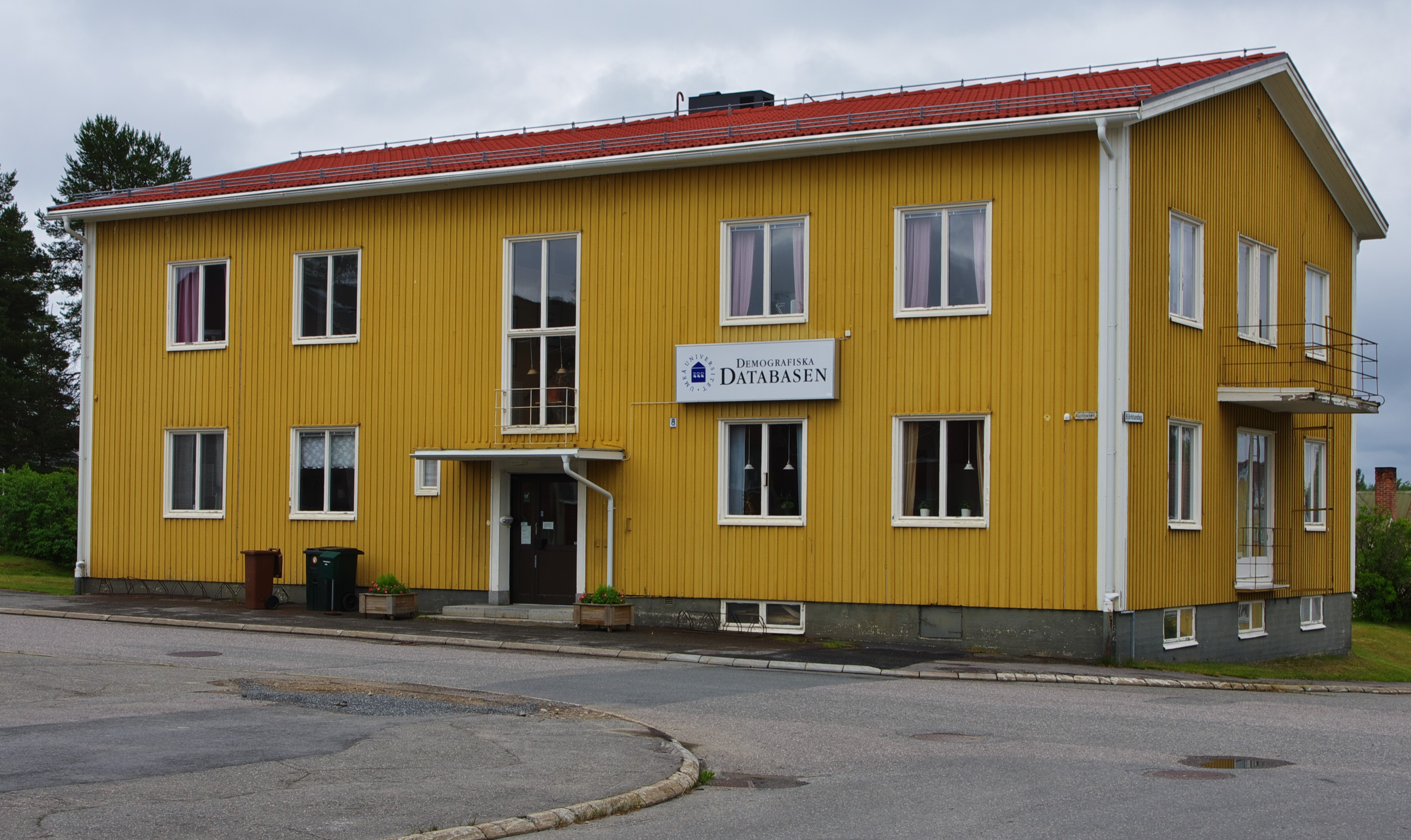
Gamla kommunhuset, senare Demografiska databasen som drivs av Umeå universitet (2014).